# Kirkjufjall (berg i Island, lat 65,53, long -18,51)
Kirkjufjall är ett berg i republiken Island. Det ligger i regionen Norðurland eystra, 220 km nordost om huvudstaden Reykjavík. Toppen på Kirkjufjall är 1 270 meter över havet, eller 87 meter över den omgivande terrängen. Bredden vid basen är 1,6 km.
Trakten runt Kirkjufjall är nära nog obefolkad, med mindre än två invånare per kvadratkilometer. Det finns inga samhällen i närheten. Trakten runt Kirkjufjall består i huvudsak av gräsmarker.